# Vladimír Kolmistr
Vladimír Kolmistr (* 19. května 1930) byl český a československý politik, před rokem 1968 člen KSČ a její funkcionář na Kladensku, za normalizace politicky pronásledován, signatář Charty 77, člen klubu Obroda, po sametové revoluci bezpartijní poslanec (respektive poslanec za Občanské fórum) Sněmovny lidu Federálního shromáždění a České národní rady.

## Biografie
V 50. letech 20. století byl aktivním členem KSČ. Byl předsedou Okresní organizace Československého svazu mládeže v Kladně. Podle zjištění historika Prokopa Tomka se tehdy Kolmistr podílel na vyloučení Miroslava Dolejšího z ČSM a ze studia na střední škole. Kolmistr později tato tvrzení odmítal, respektive přiznal, že se na vyloučení Dolejšího podílel, ale popřel, že by šlo o vyloučení ze všech škol v republice.
Během pražského jara patřil k představitelům reformního proudu v KSČ. 31. srpna 1968 byl kooptován za člena Ústřední kontrolní a revizní komise KSČ, kooptace byla zrušena v září 1969. Pak byl politicky pronásledován. Po invazi vojsk Varšavské smlouvy do Československa ho Ústřední výbor Komunistické strany Československa zařadil na seznam „představitelů a exponentů pravice“. V té době je uváděn jako tajemník politickoorganizačního oddělení Okresního výboru KSČ Kladno. Náležel mezi hlavní představitele reformních komunistů na Kladensku a odmítal své názory z roku 1968 revidovat.
Patřil mezi signatáře Charty 77. Koncem 80. let 20. století se angažoval v klubu reformních komunistů Obroda. Koncem listopadu 1989 se za tento klub účastnil jednání s představiteli tehdejší KSČ (Rudolf Hegenbart).
Profesně je k roku 1990 uváděn jako dělník podniku energovod Praha, bytem Kladno.
V lednu 1990 zasedl v rámci procesu kooptací do Federálního shromáždění po sametové revoluci do Sněmovny lidu (volební obvod č. 20 - Slaný, Středočeský kraj) jako bezpartijní poslanec. Ve Federálním shromáždění setrval do konce funkčního období, tedy do svobodných voleb roku 1990. Ve volbách roku 1990 přešel do České národní rady, kde zasedal do konce funkčního období, tedy do voleb roku 1992.
Jeho angažovanost v KSČ před rokem 1968 mu byla po sametové revoluci částí politiků vytýkána. V roce 1990 nebyl zvolen do čela bezpečnostního výboru České národní rady jako jediný z kandidátů Občanského fóra na vedoucí posty v ČNR. V roce 1992 se uvádí jako člen ČSSD v Kladně.